# Adelhauser Kirche Mariä Verkündigung und St. Katharina

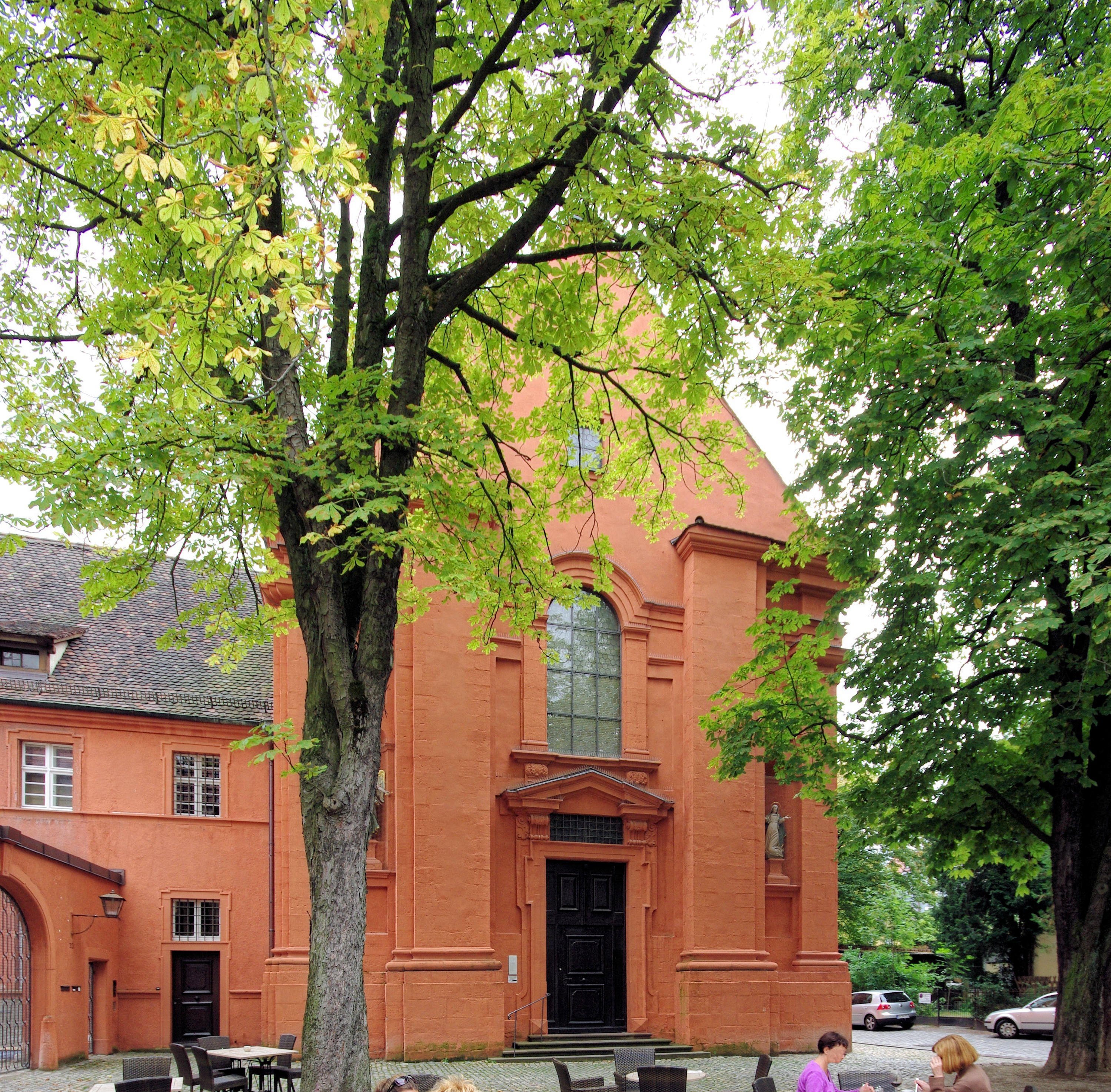
Von Westen mit Ansatz des Kloster-Westflügels

Die Adelhauser Kirche Mariä Verkündigung und St. Katharina ist eine römisch-katholische Kirche im Stadtbezirk Altstadt-Ring von Freiburg im Breisgau. Sie war ursprünglich die Kirche des Dominikanerinnenklosters Adelhausen und ist heute eine Filialkirche der Freiburger Dompfarrei.

## Klostergeschichte
Die Geschichte der Kirche ist die des Klosters Adelhausen. In ihm sind bis 1786 die fünf mittelalterlichen Freiburger Dominikanerinnenkonvente aufgegangen, nämlich:
- das Kloster Mariä Verkündigung, gegründet 1234 in dem alten Dorf Adelhausen im heutigen Stadtteil Wiehre;
- das Kloster Maria Magdalena oder Kloster der Reuerinnen, gegründet vor 1250 in der Predigervorstadt;
- das Kloster St. Agnes, gegründet 1264 in der Lehener Vorstadt;
- das Kloster St. Katharina (von Alexandrien), gegründet 1297 in dem alten Dorf Wiehre, wie Adelhausen im heutigen Stadtteil Wiehre; und
- das Kloster St. Katharina von Siena oder St. Catharina von Senis auf dem Graben, gegründet 1419 wie das Kloster Maria Magdalena in der Predigervorstadt.

Bis 1687 vereinigten sich Mariä Verkündigung, Maria Magdalena, St. Agnes und St. Katharina (von Alexandrien) zu einem Konvent „ad Annuntiationem B.M.V. et S. Catharina V.M.“, zu der Verkündigung Mariae, der Jungfrau und Mutter Gottes, und St. Catharina, später einfach Kloster Adelhausen oder  Adelhauser Neukloster genannt. Für ihn wurde ab 1687 in der Schneckenvorstadt oder Oberen Gerberau, im heutigen Stadtbezirk Altstadt-Ring, das bestehende Klostergebäude errichtet.
Es gab nun in Freiburg noch zwei Dominikanerinnenklöster, St. Katharina von Siena und das Neukloster. Sie kamen bei den Klosteraufhebungen Kaiser Josephs II. im Zuge des Josephinismus glimpflich davon. Die vorderösterreichische Regierung inkorporierte 1786 St. Katharina von Siena dem Neukloster und verpflichtete gleichzeitig das Neukloster zur Unterhaltung einer Mädchenschule.
Dank des anerkannten Schulbetriebs überdauerte die Gemeinschaft auch die Säkularisationswelle von 1802 bis 1811. Sie wurde aber 1811 dem Regulativ für die katholischen weiblichen Lehr- und Erziehungs-Institute des Großherzogthums Baden unterworfen, mit Eingriffen in das Klosterleben. Das Ende kam mit dem Badischen Kulturkampf. Am 15. November 1867 wurde den Nonnen, jetzt Lehrfrauen, die Auflösung der Klostergemeinschaft verkündet. Das Vermögen des Klosters wurde in eine Stiftung überführt, die seit 1978 den Namen „Adelhausenstiftung Freiburg i.Br.“ trägt.
Im Wohnbezirk des Klosters waren schon seit Ende des 18. Jahrhunderts neben den Zellen der Nonnen Schulzimmer untergebracht. Später traten an deren Stelle Museums- und Verwaltungsräume. Die Konventsgebäude dienen heute nach Umbau und Erweiterung der Stiftungsverwaltung Freiburg als Verwaltungssitz. Allein die Kirche dient noch dem ursprünglichen Zweck.

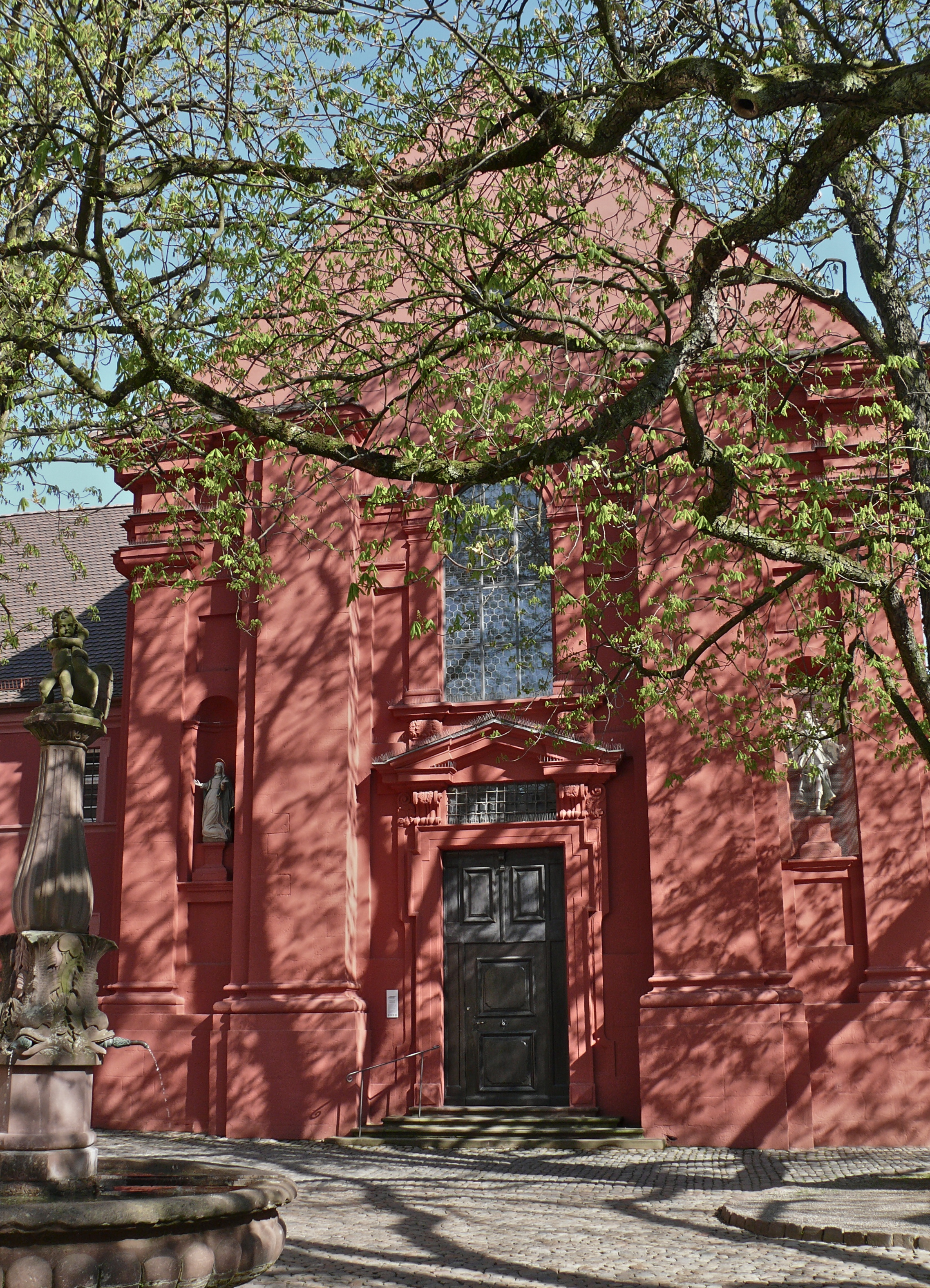
Kirche von Südwest um 1870
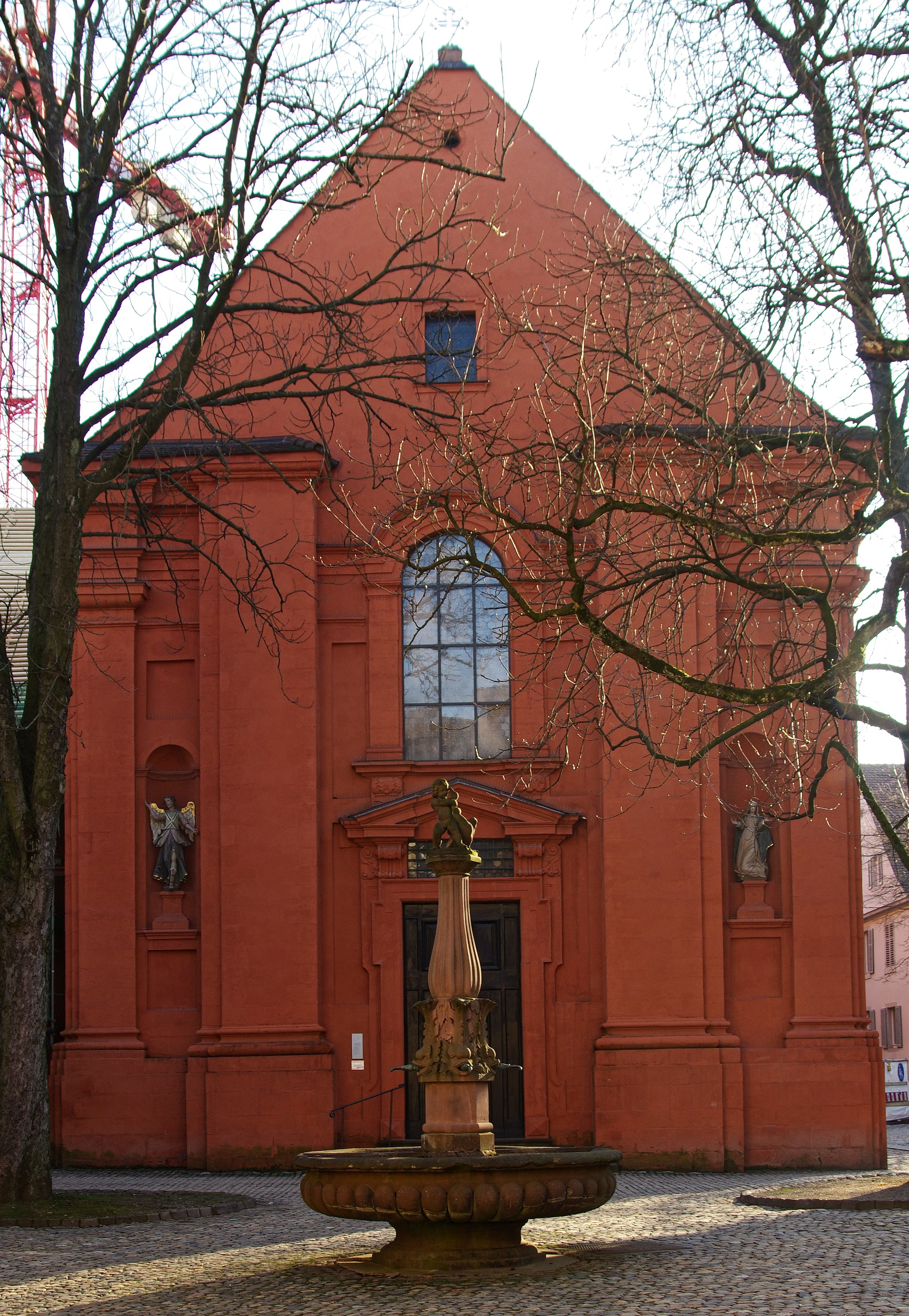
Die Kirche 2011
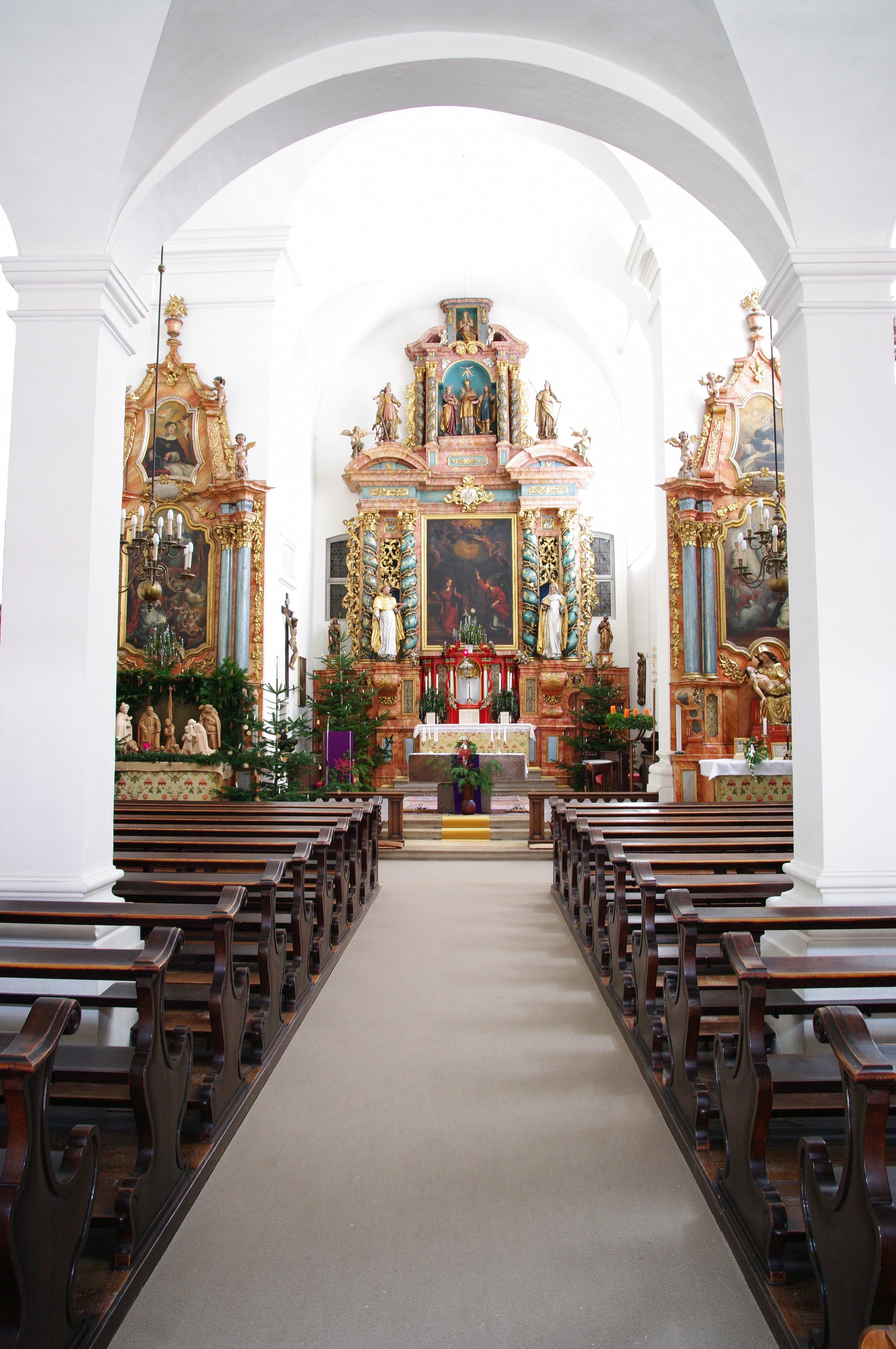
Inneres, Richtung Chor
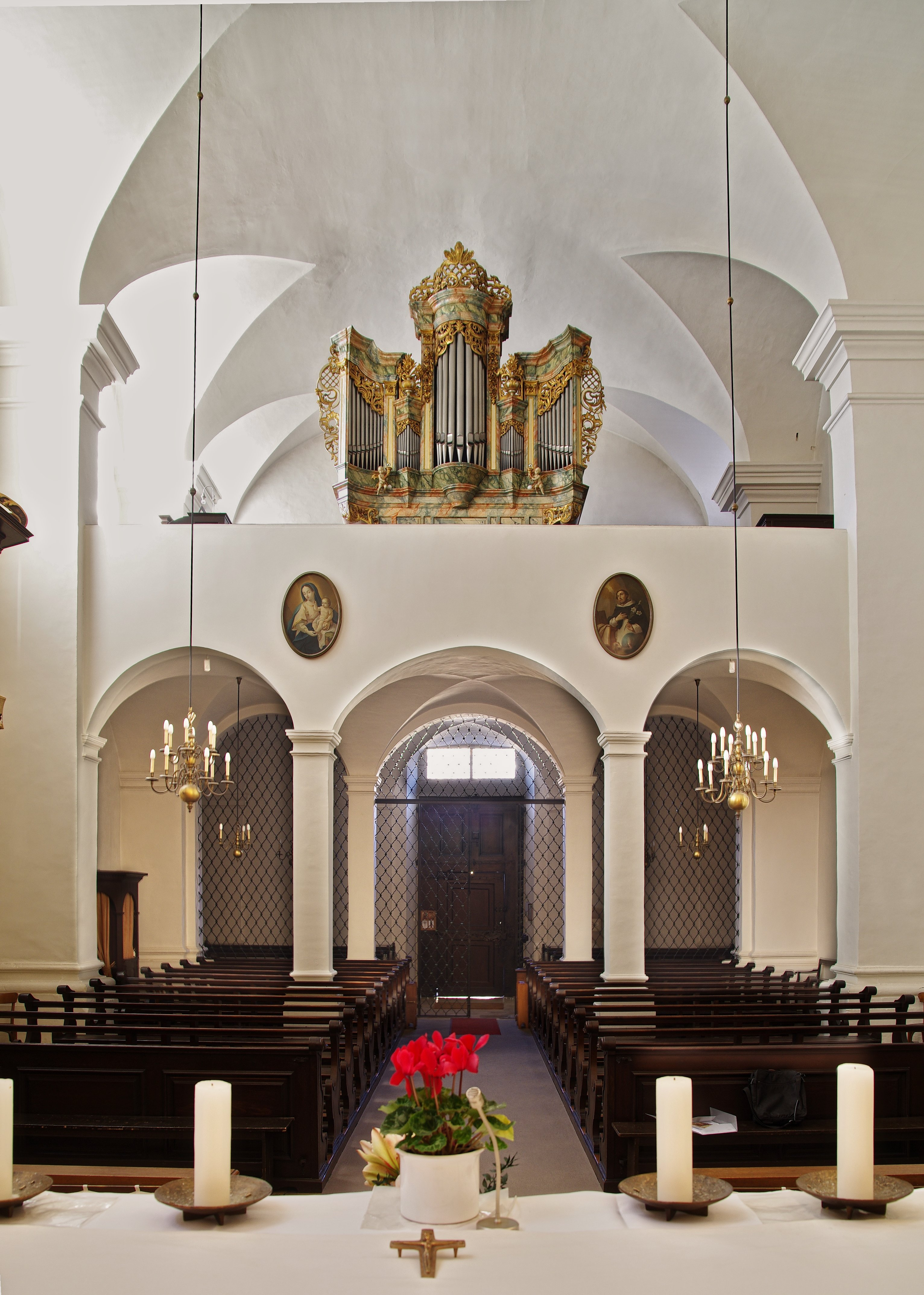
Inneres, Richtung Eingang

## Baugeschichte
Freiburg war französisch, als ab 1687 der bestehende Klosterkomplex errichtet wurde. König Ludwig XIV. unterstützte den Bau mit einer beträchtlichen Summe. Leitender Architekt war der französische Festungsbaumeister Jean La Douze, über den wenig bekannt ist. Französische Soldaten halfen. 1693 stürzte das Gewölbe der Kirche teilweise ein, der Maurermeister Jacob Martin verunglückte tödlich. Am 13. Mai 1699 – Freiburg war seit dem Frieden von Rijswijk 1697 wieder habsburgisch – wurden die Kirche und drei – wohl provisorische – Altäre vom Konstanzer Weihbischof Konrad Ferdinand Geist von Wildegg konsekriert.
1702 wurde ein neuer Hochaltar fertig, zunächst noch ohne Fassung. 1709 drohte wieder ein Einsturz der Decke, sie musste nebst einer Seitenwand erneuert werden. 1730 wurde der Hochaltar farbig gefasst, 1731 wurden neue Seitenaltäre aufgestellt. 1744 wurde das Kloster bei der Belagerung durch französische Truppen im Österreichischen Erbfolgekrieg „durch 97. Bomben u. Haupitzen auch mehr dann 300. Kuglen getroffen“. 1929–1931 wurde die Kirche restauriert und 1930 durch Welte & Söhne ein neues Orgelwerk in den historischen Prospekt eingebaut. Die jüngste Restaurierung erfolgte 2012–2013.

## Gebäude
Die Kirche liegt im Südtrakt des Klostergevierts. Ihre Architektur folgt vereinfachend der kurz vorher, 1683, begonnenen Jesuitenkirche, der heutigen Universitätskirche. Die Westfassade, wie das gesamte Äußere ursprünglich weiß, heute rot, sieht auf den Adelhauser Klosterplatz. Zwischen toskanischen Eckpilastern und Lisenen öffnen sich Statuennischen mit Holzskulpturen des Engels der Verkündigung links und Marias rechts, die an das älteste Kloster erinnern. Über der Tür mit vergittertem Oberlicht und Dreiecksdach gibt ein korbbogiges Fenster der Nonnen- und Orgelempore Licht. Der Dreiecksgiebel darüber ist fast ungeschmückt. Vielleicht wurde er beim Neubau der Decke 1710 kostensparend wiederhergestellt. Toskanische Pilaster gliedern auch die südliche und nördliche Längswand, die südliche mit segmentbogigen, durch Rahmen hervorgehobenen Fenstern. Die Pilaster stützen ein Satteldach über einem hohlkehligen Gesims, das auf die Westfassade umbiegt.
Auf dem Chordach reitet ein Zwiebeltürmchen, das zwei wertvolle historische Bronze-Glocken enthält: eine Barockglocke des Gießers Sebastian Bayer aus Freiburg mit einem Durchmesser von 60 cm, die auf e"-2 gestimmt ist, und eine Zeitgenossin der Hosanna-Glocke aus dem Münster; sie wurde um 1300 von einem unbekannten Meister gegossen, hat einen Durchmesser von 54 cm und ist auf g"+4 gestimmt.
Das Kirchenschiff ist ein Saal mit jederseits drei Wandpfeilern und einer Stichkappentonne. Im Westen ist über zwei Joche des Schiffs auf vier Pfeilern eine Nonnen- und Orgelempore eingestellt. Im Osten schließt sich der stark eingezogene Chor an, ebenfalls tonnengewölbt mit Stichkappen. Zwei jetzt zugemauerte Türen an der Ostwand des Chors und zwei Fenster darüber führten ursprünglich in ein Bethaus für die Nonnen, an dessen Stelle 1870 eine Turnhalle trat. Die Nonnen konnten zudem aus einem Raum im Obergeschoss des Südflügels des Klostergevierts durch zwei vergitterte Fenster in den Chorraum sehen.

## Ausstattung
Die sechs Südfenster geben dem einheitlich weißen, durch ein neubarockes Sperrgitter unter der Empore geschützten Raum viel Licht.

### Altäre
Das Tabernakel des Hochaltars konstruierte der Schreiner Christoph Schaal († 1727) als Drehtabernakel, so dass die Monstranz wahlweise den Besuchern im Kirchenschiff und den Nonnen im Bethaus gezeigt werden konnte. Das Hochaltarbild, wieder eine Verkündigung an Maria, schlecht erhalten, malte und signierte der aus Frankreich stammende Adrien Richard (1662–1748). Die Bildhauerarbeiten des Hochaltars schuf 1702 der aus der Schweiz stammende Hans Melchior Wüest mit seinen Söhnen. Der Vater verunglückte dabei durch Sturz vom Gerüst tödlich.

Der Hochaltar und seine Ikonographie
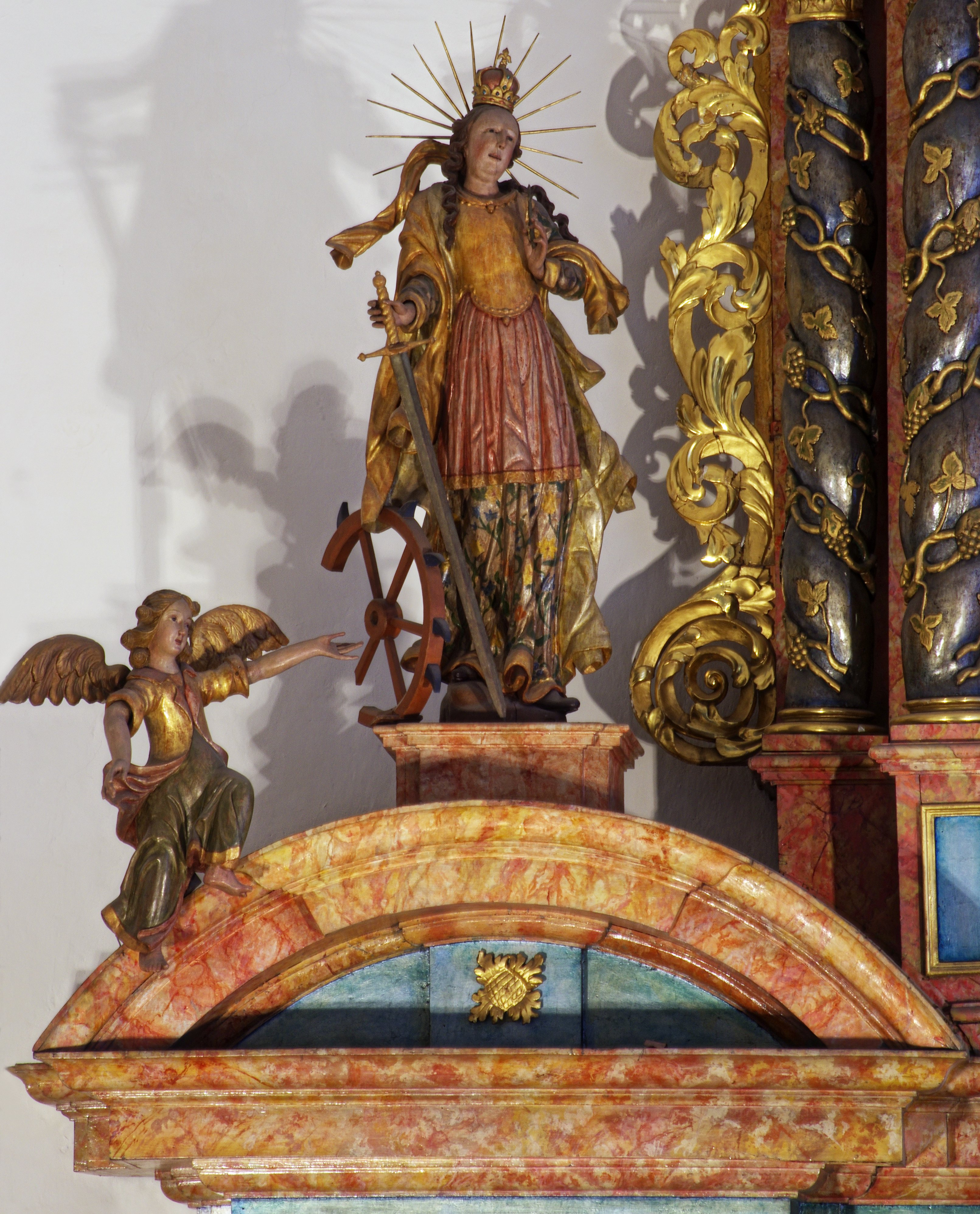
Katharina von Alexandrien
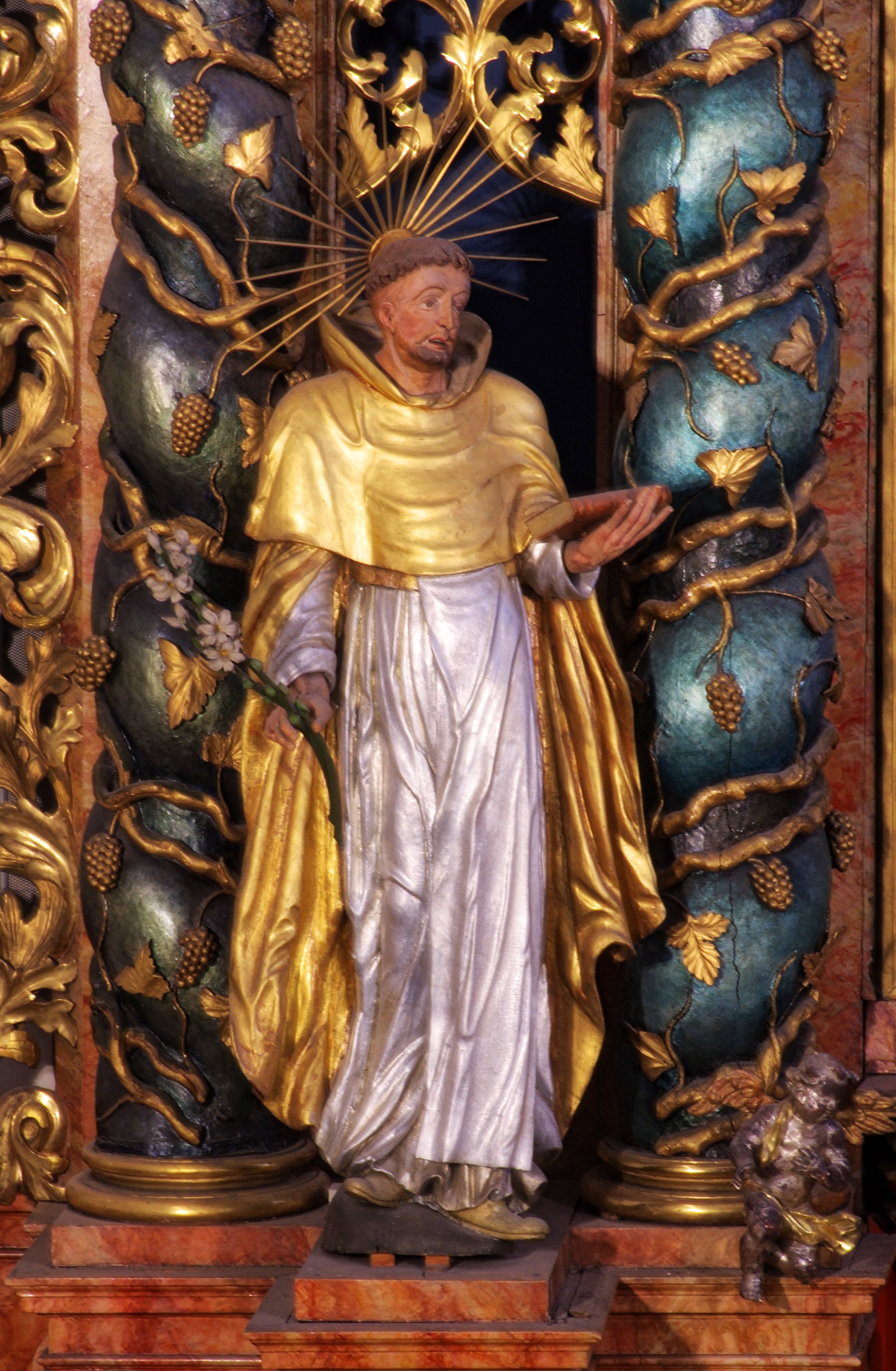
Dominikus
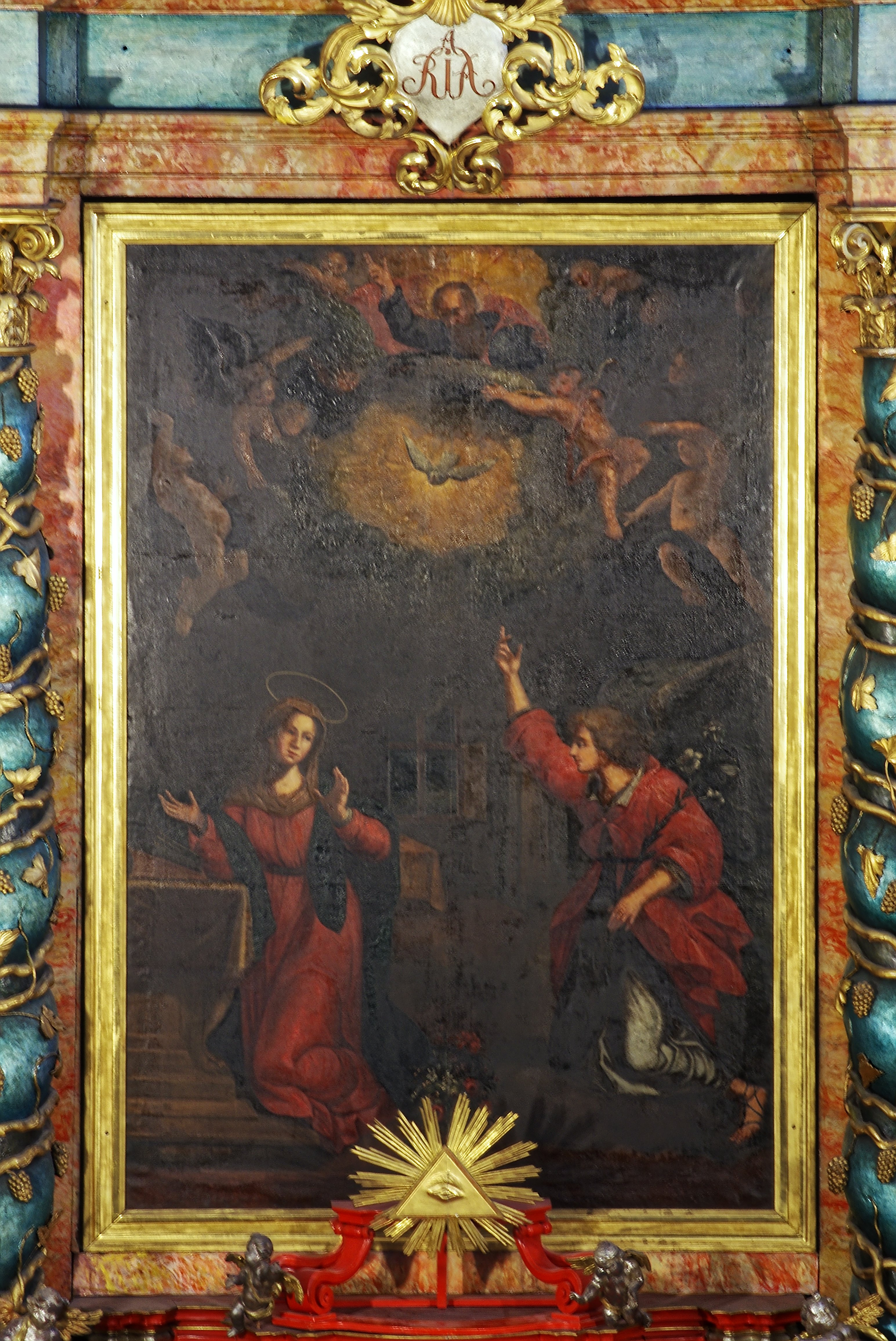
Verkündigung an Maria
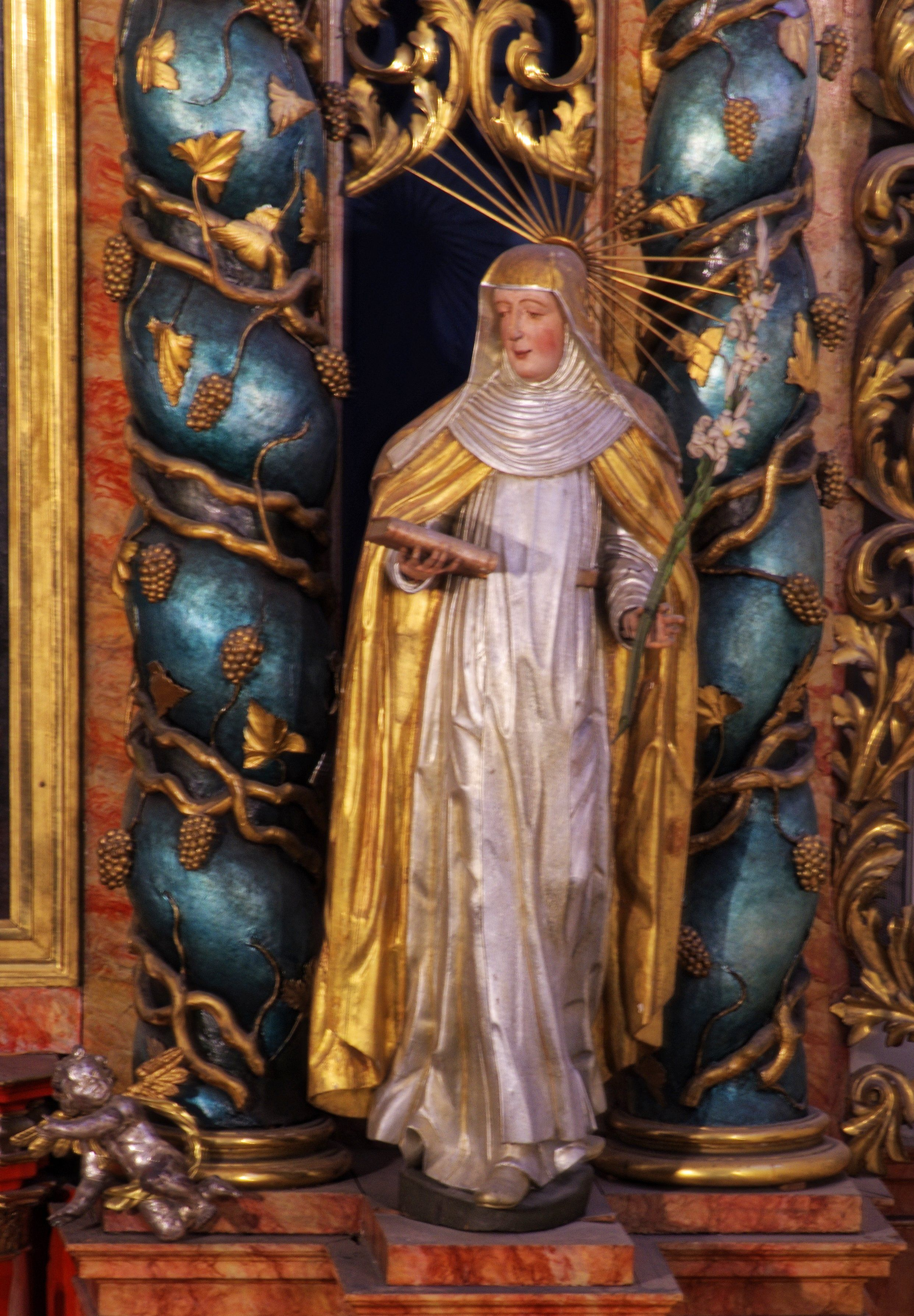
Katharina von Siena
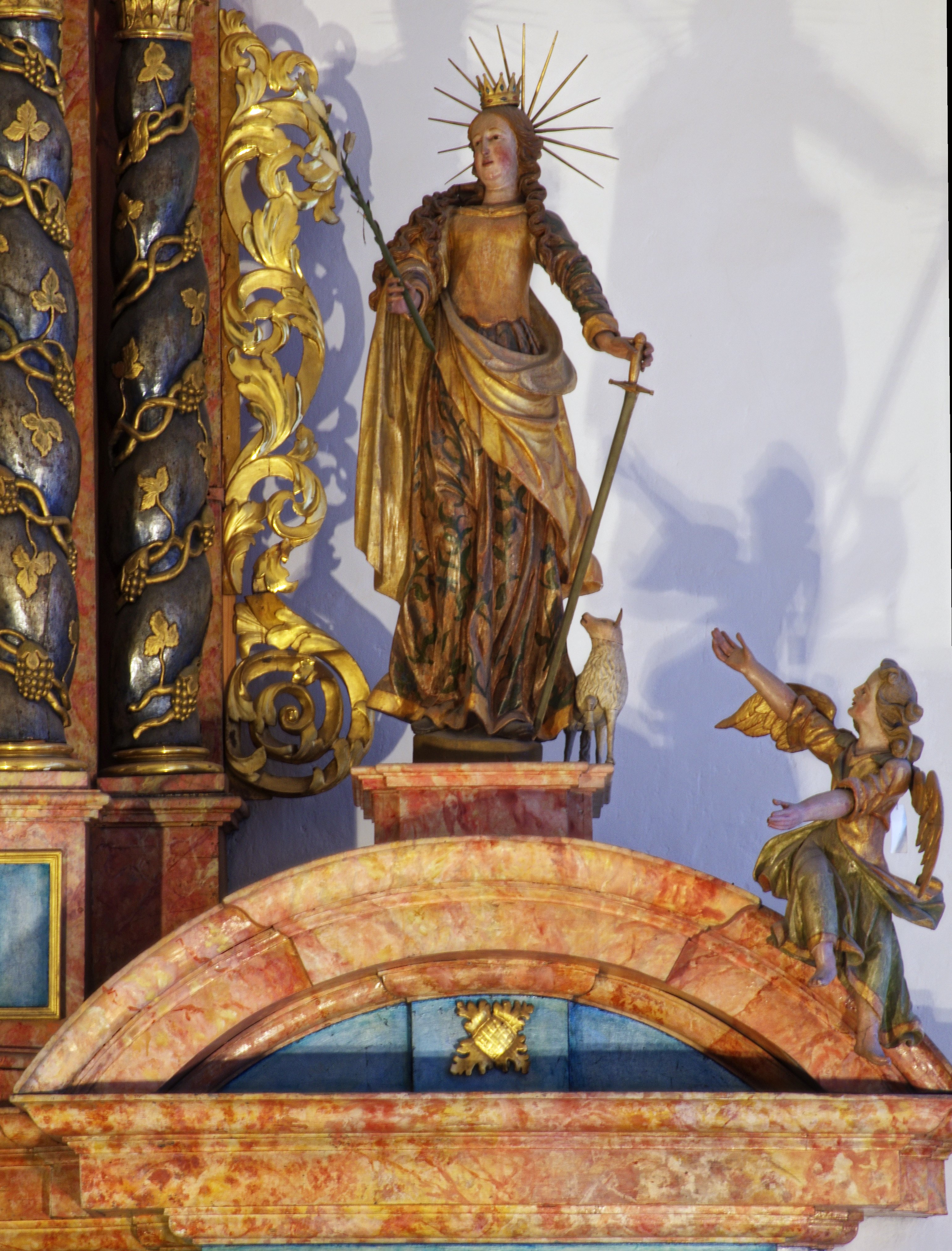
Agnes
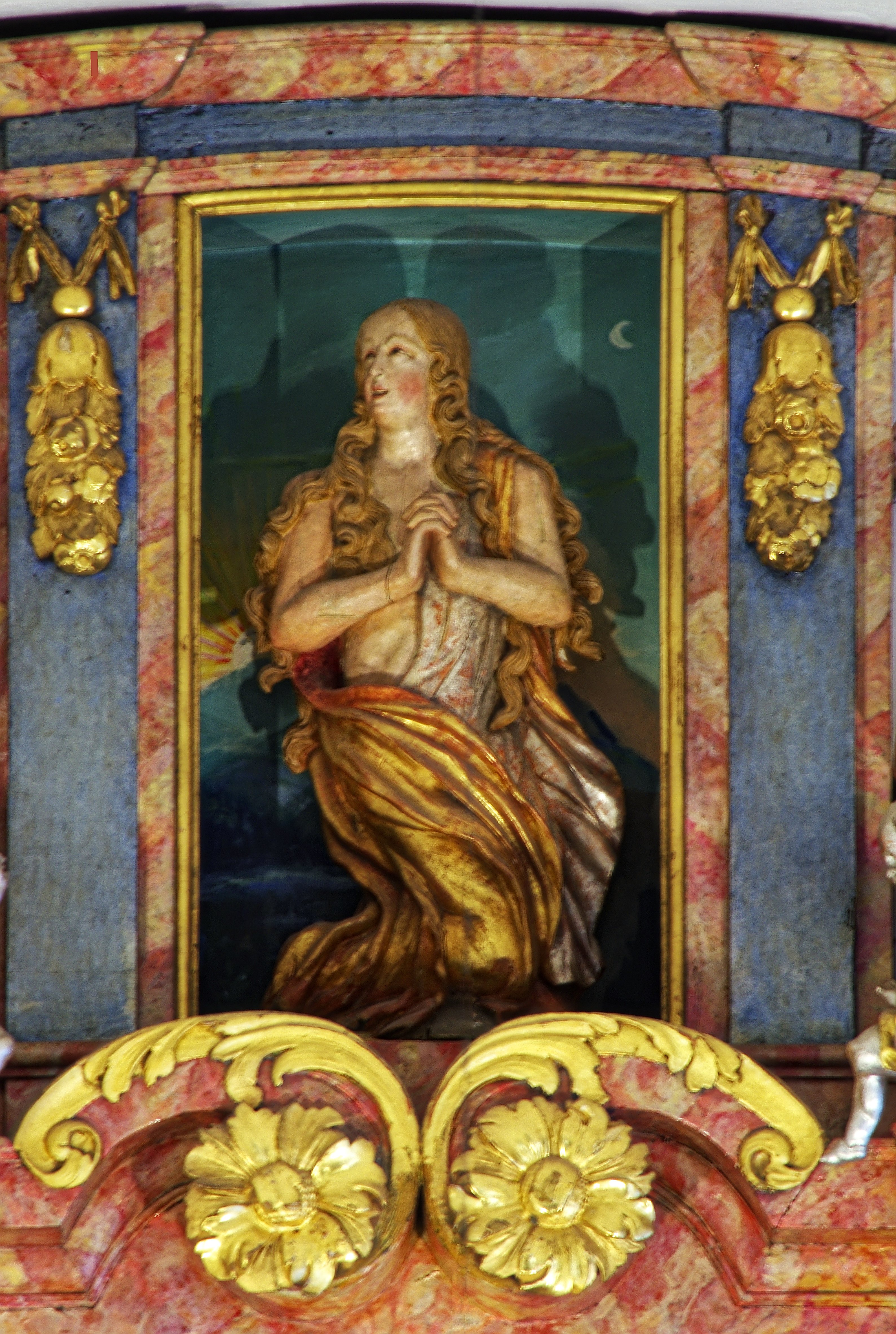
Maria Magdalena
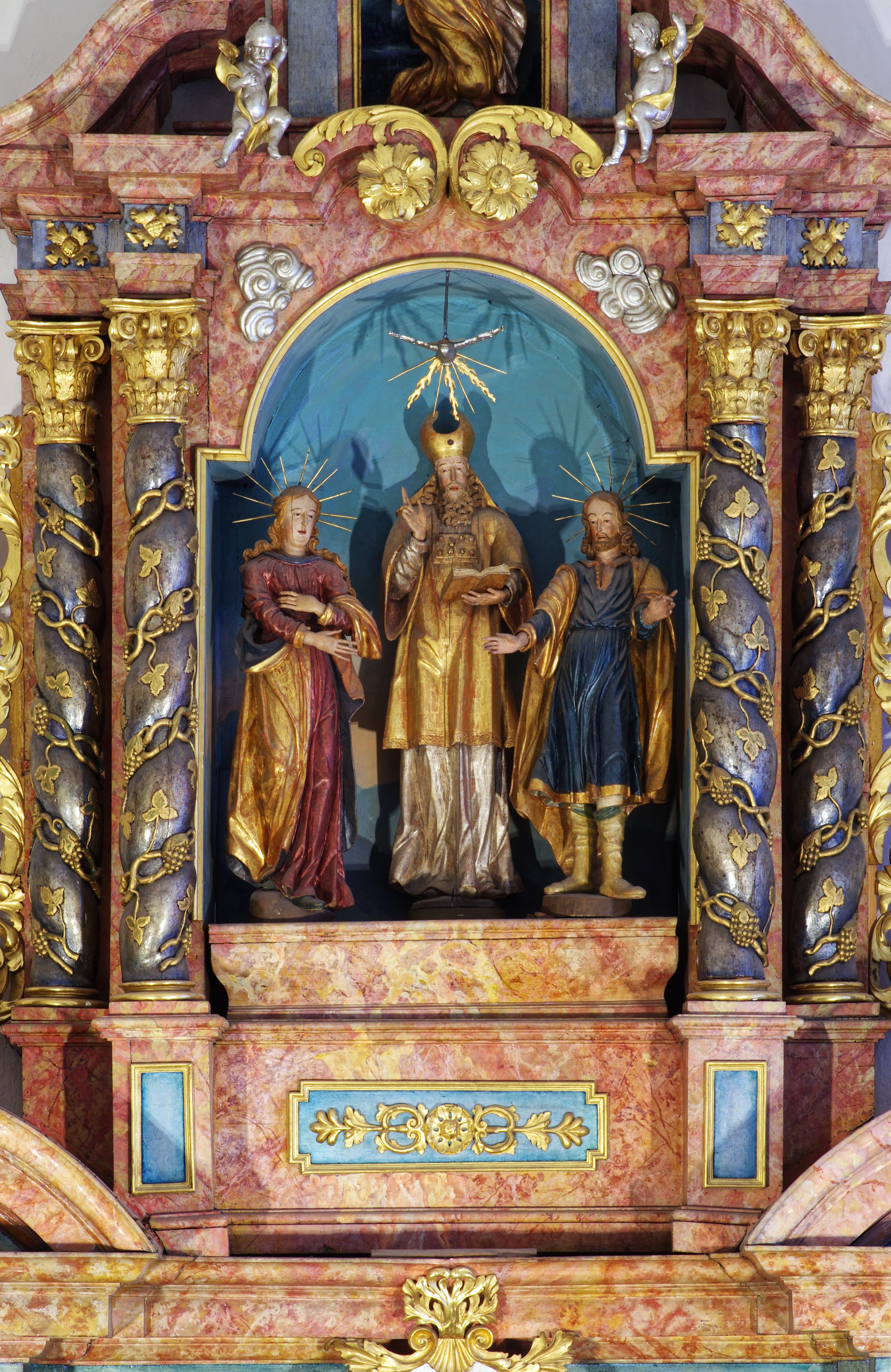
Vermählung von Maria und Josef
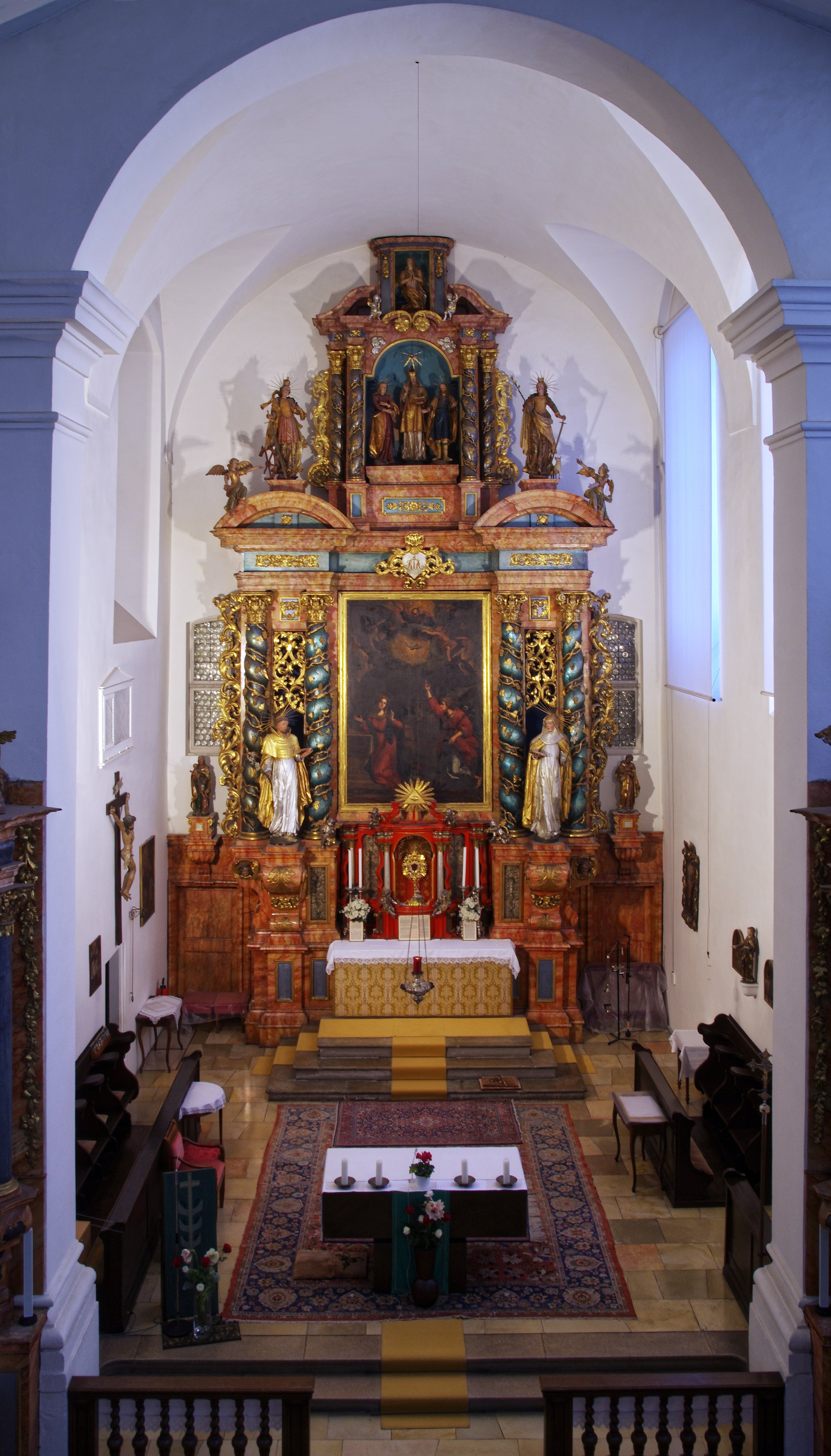
Chor mit Hochaltar

Zwischen gedrehte, weinlaubumrankte Doppelsäulen stellten die Bildhauer links den Ordensgründer Dominikus mit einer Lilie in der rechten Hand, rechts Katharina von Siena, die berühmteste Heilige der Dominikanerinnen, mit einer Lilie in der linken Hand. Auf Segmentgiebeln über den Doppelsäulen steht links Katharina von Alexandrien mit Schwert und zerbrochenem gespicktem Rad, rechts Agnes mit ihrem Lamm. Den Altar krönt ein Auszug, auf dem Maria Magdalena kniet. So sind im Hochaltar der Ordensgründer und die Patrone oder namengebenden Heilsereignisse aller fünf Klöster versammelt, die im Neukloster Adelhausen aufgegangen sind. Vermutlich um das Gelingen dieses Zusammenschlusses zu symbolisieren, ließen die Nonnen im Altarauszug die Vermählung Marias und Josefs vor dem Hohenpriester Zacharias darstellen. „(Wüests) Schnitzereien und Skulpturen zählen zwar nicht zu den außergewöhnlichen Kunstwerken der Barockzeit, hinterlassen aber doch in den sicheren, gekonnten Formen des Altaraufbaus einen ordentlichen Gesamteindruck.“
Die beiden Seitenaltäre, 1731 entstanden, sind in Aufbau und Farbe dem Hochaltar angepasst. Die Bilder malte und signierte Franz Bernhard Altenburger († 1736 in Freiburg). Das linke Hauptbild, „in entzückenden Farben gemalt“, zeigt das Martyrium der heiligen Katharina von Alexandrien, das Oberbild den Dominikanerheiligen Thomas von Aquin. Das rechte Hauptbild zeigt das „Wunder von Soriano“, bei dem die Madonna mit Katharina von Alexandrien und Maria Magdalena einem knienden Dominikaner ein Bildnis des Dominikus als vor Augen hielt; das rechte Oberbild zeigt den Dominikanerheiligen Petrus von Verona.
Auf dem linken Seitenaltar steht auf einem Truhenreliquiar mit zwei textilumhüllten, kissenunterlegten Menschenschädeln die aus Lindenholz vollrund geschnitzte Büste einer namentlich nicht bestimmbaren heiligen Jungfrau, oft als Reliquiar gedeutet. Sie stammt aus dem Anfang des 14. Jahrhunderts.
Auf dem rechten Seitenaltar steht eine aus mehreren Teilen zusammengesteckte Pietà, die 1529 aus dem Dominikanerinnenkloster Steinen in Basel vor dem Basler Bildersturm ins Freiburger Kloster St. Agnes geflüchtet wurde.

### Weitere Ausstattung
An der Nordwand des Kirchenschiffs hängt ein Christus am Kreuz, im späten 14. Jahrhundert aus Holz geschnitzt. Der Körper ist ausgemergelt, sein Leiden aufs Äußerste betont. Die Armhaltung lässt die frühere Anbringung an ein Gabelkreuz vermuten. Das Kruzifix stammt vom Hochaltar des Klosters St. Katharina von Siena auf dem Graben, wo es als wundertätig verehrt wurde. Bei der Vereinigung mit dem Neukloster wurde am „11. Sept. 1786 das heil. creuz von dem Kloster Graben in unsere Kirche übersezet in begleitung des ganzen conventes der höchwürdigen dominikaner“. Die feierliche Überführung sollte Misshelligkeiten der Vereinigung vergessen machen. Das Kruzifix wurde zunächst auf einen eigens geschaffenen Heilig-Kreuz-Altar unter dem Chorbogen gestellt; der Lettner unter dem Chorbogen wurde dafür abgebrochen. Als 1930 der Altar entfernt wurde, kam das Kruzifix an seinen heutigen Platz. Unter ihm steht eine um 1510 aus Lindenholz geschnitzte Pietà.

Weitere Bildzitate der Klostergeschichte
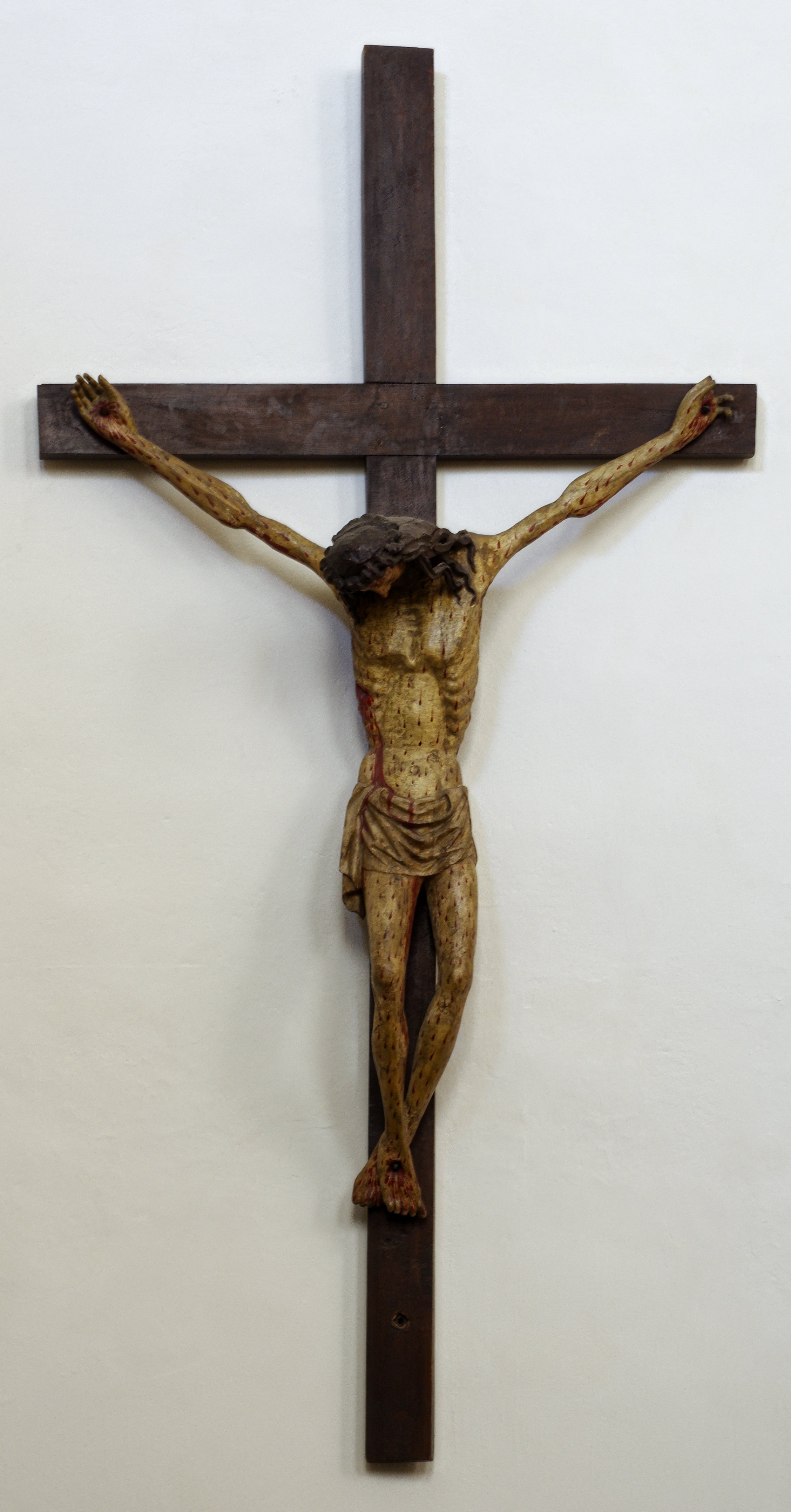
Kruzifix an der Nordwand des Kirchenschiffs
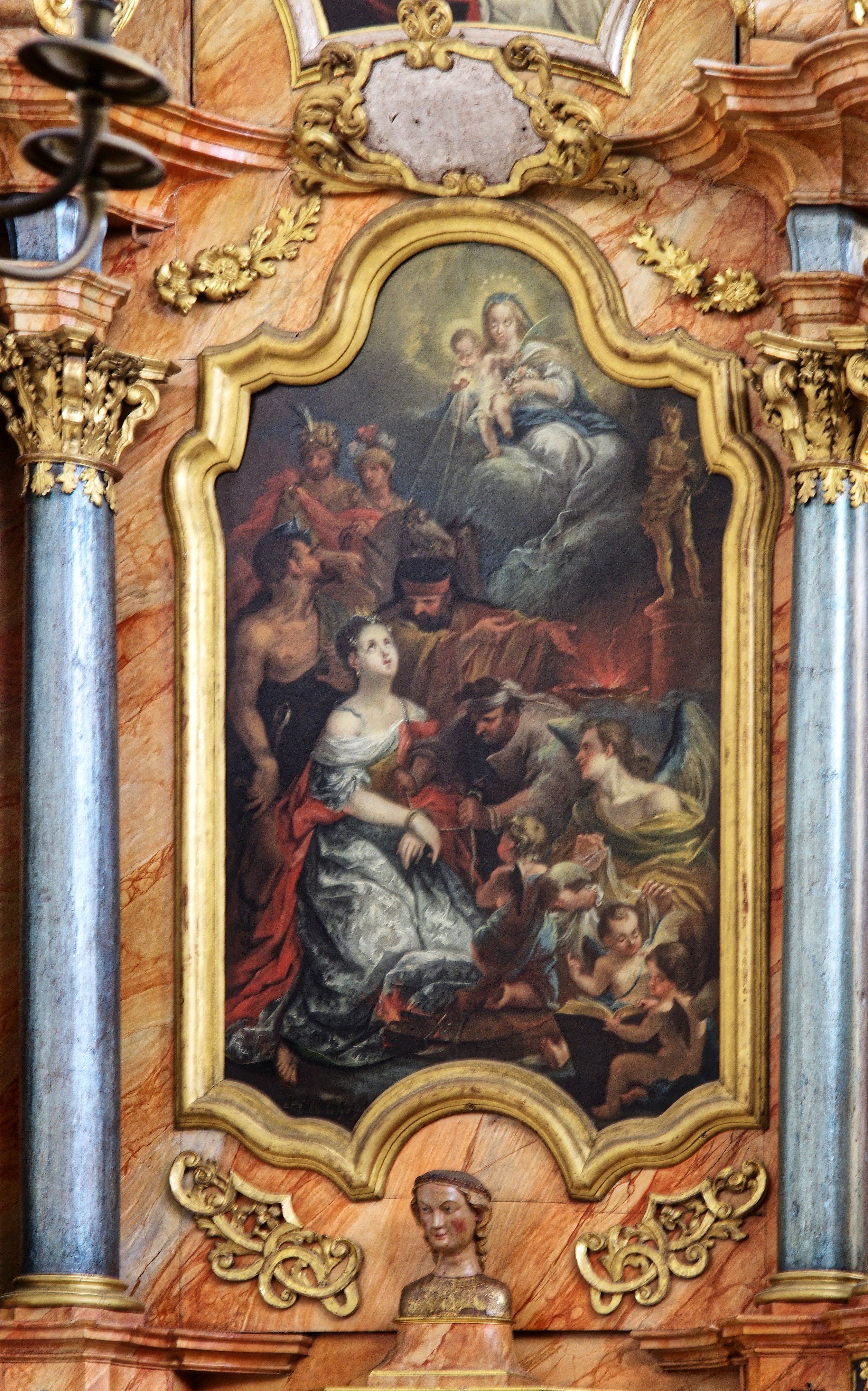
Linker Seitenaltar: Martyrium der Katharina von Alexandrien
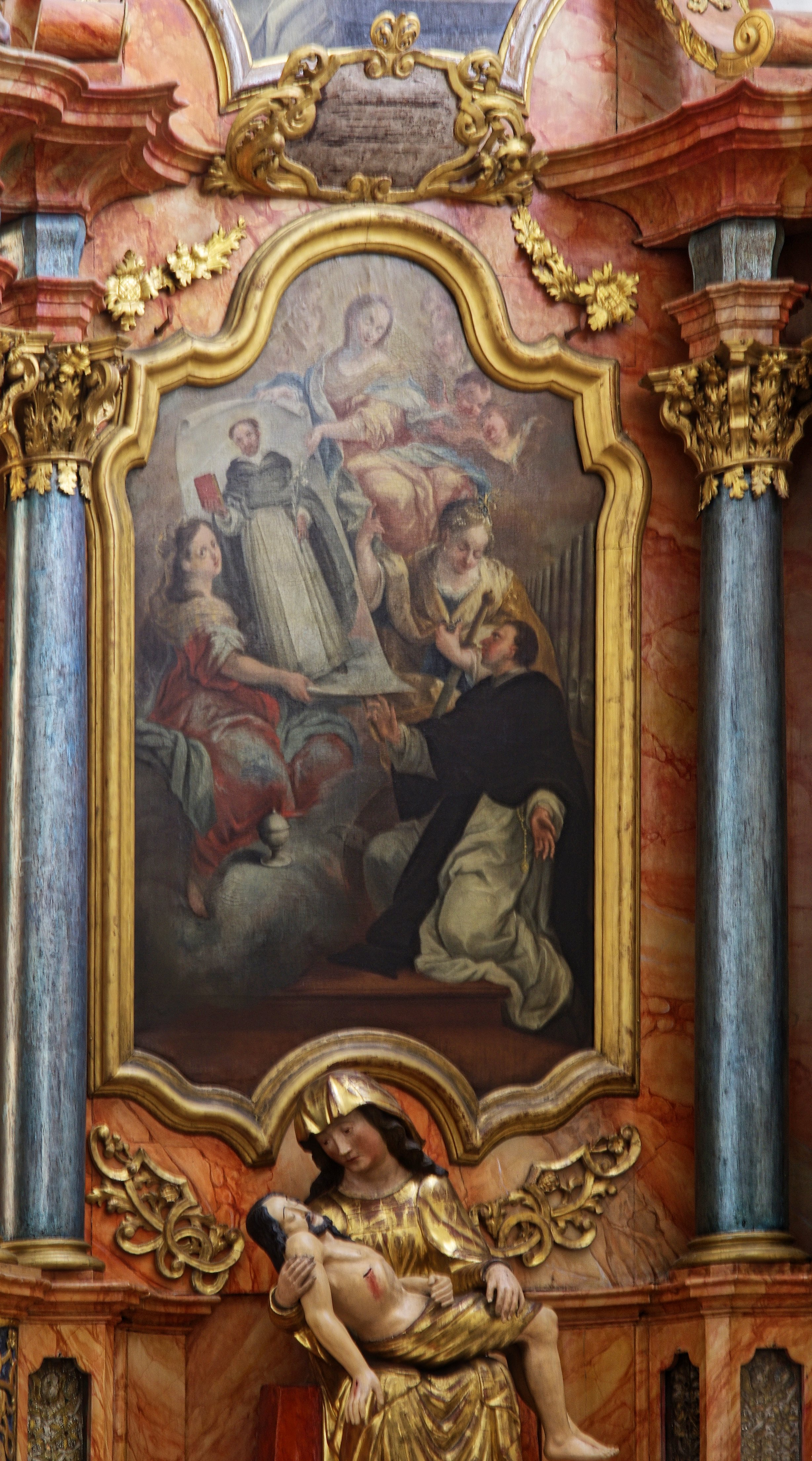
Rechter Seitenaltar: Wunder von Soriano
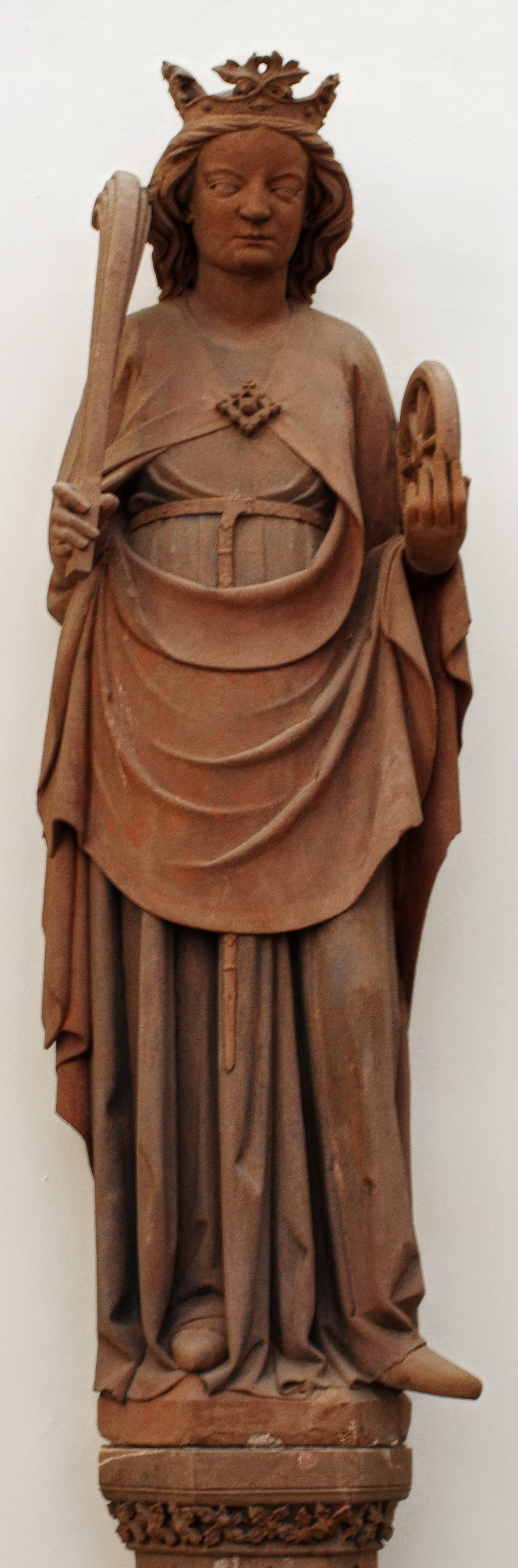
Katharina an der Südwand des Kirchenschiffs
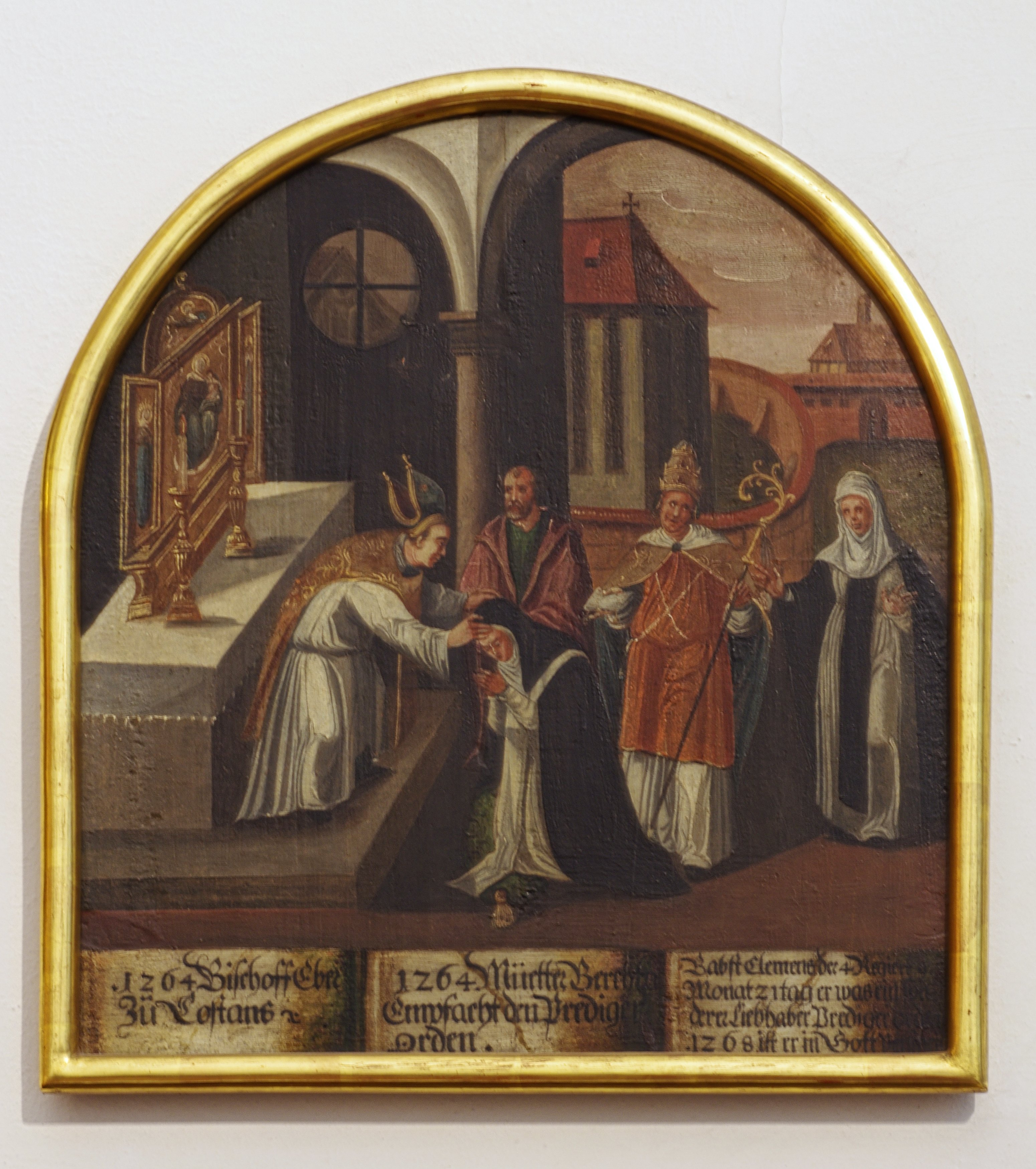
Eintritt von Bertha in den Dominikanerorden
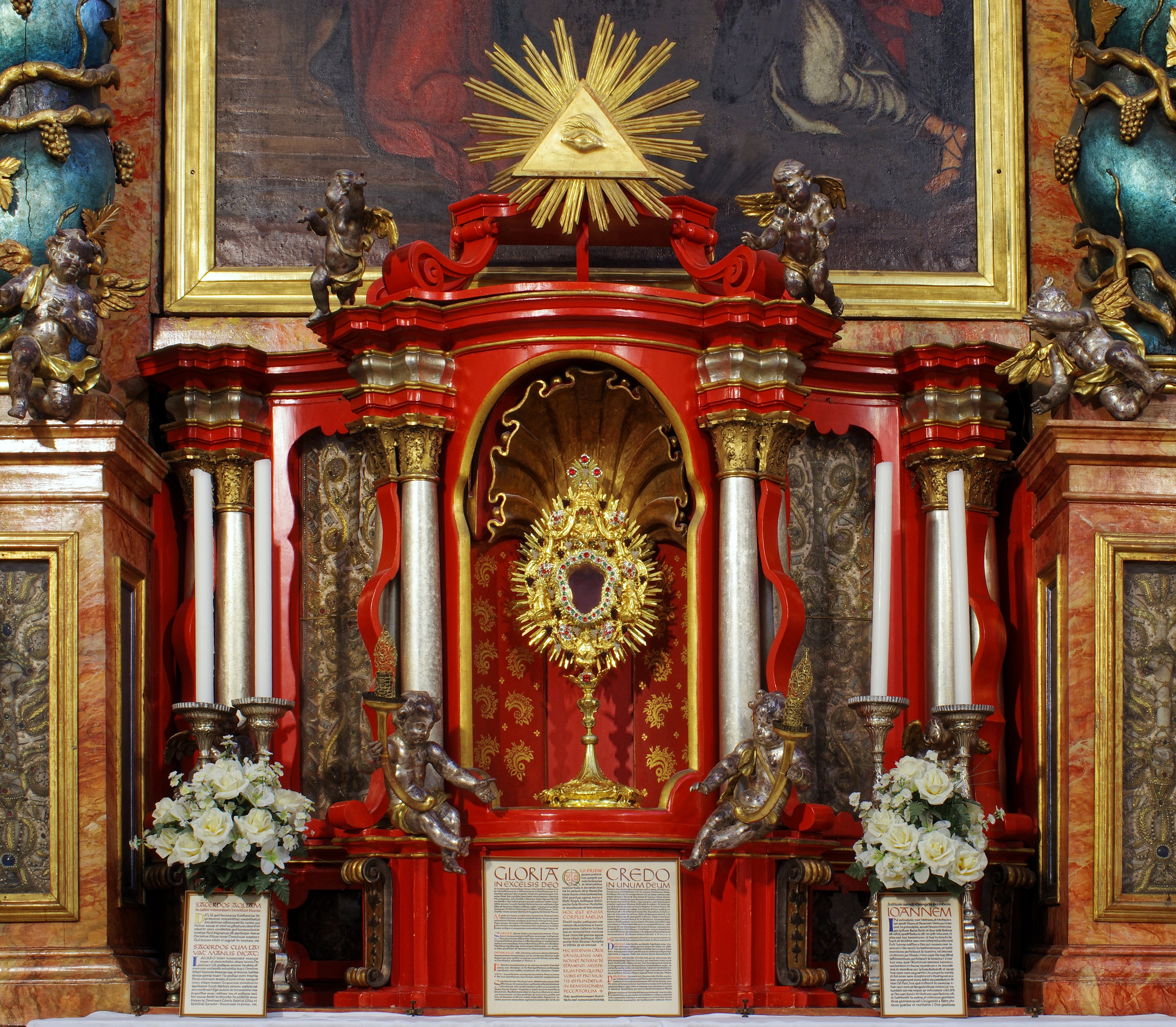
Monstranz im Drehtabernakel
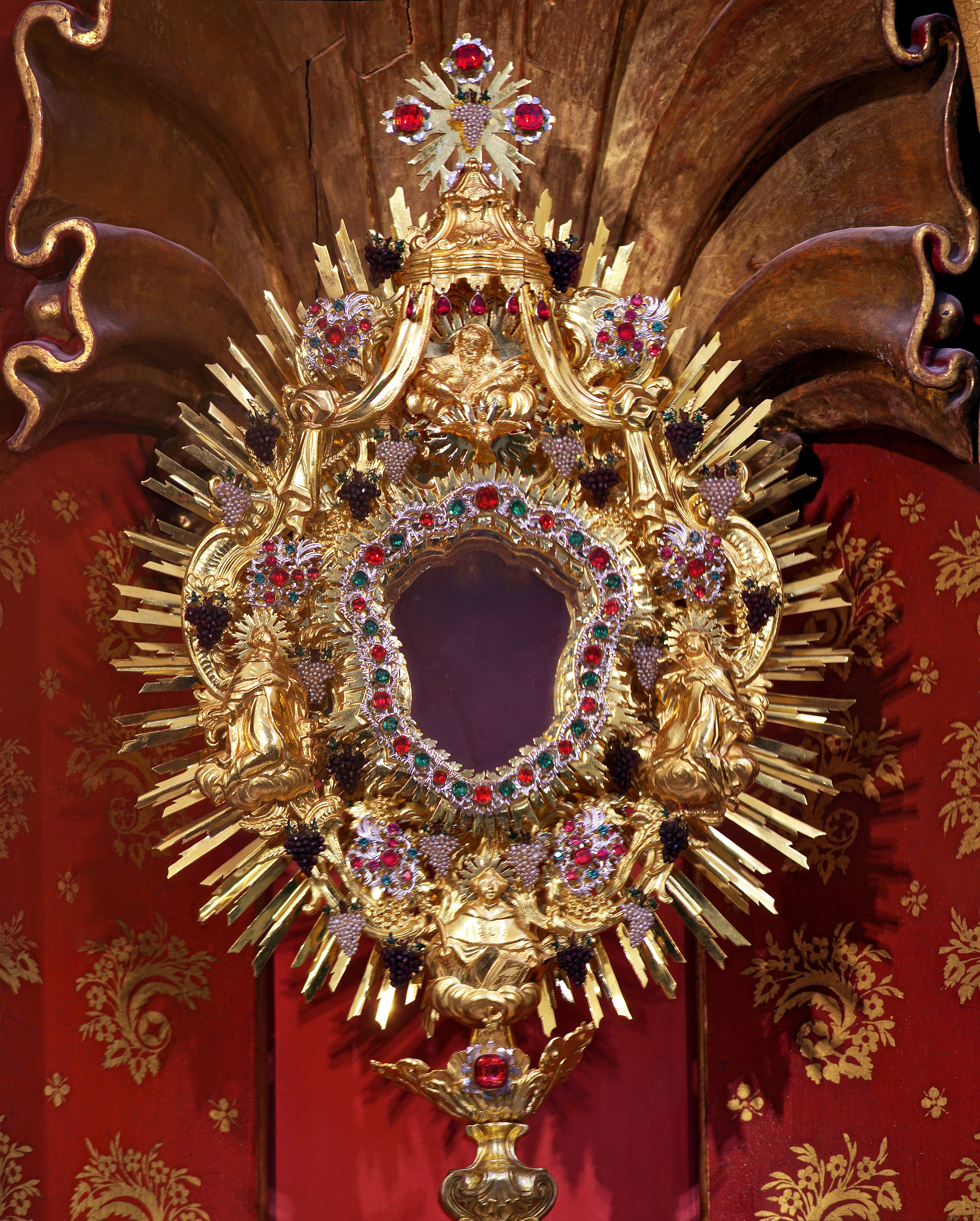
Aufsatz der Monstranz
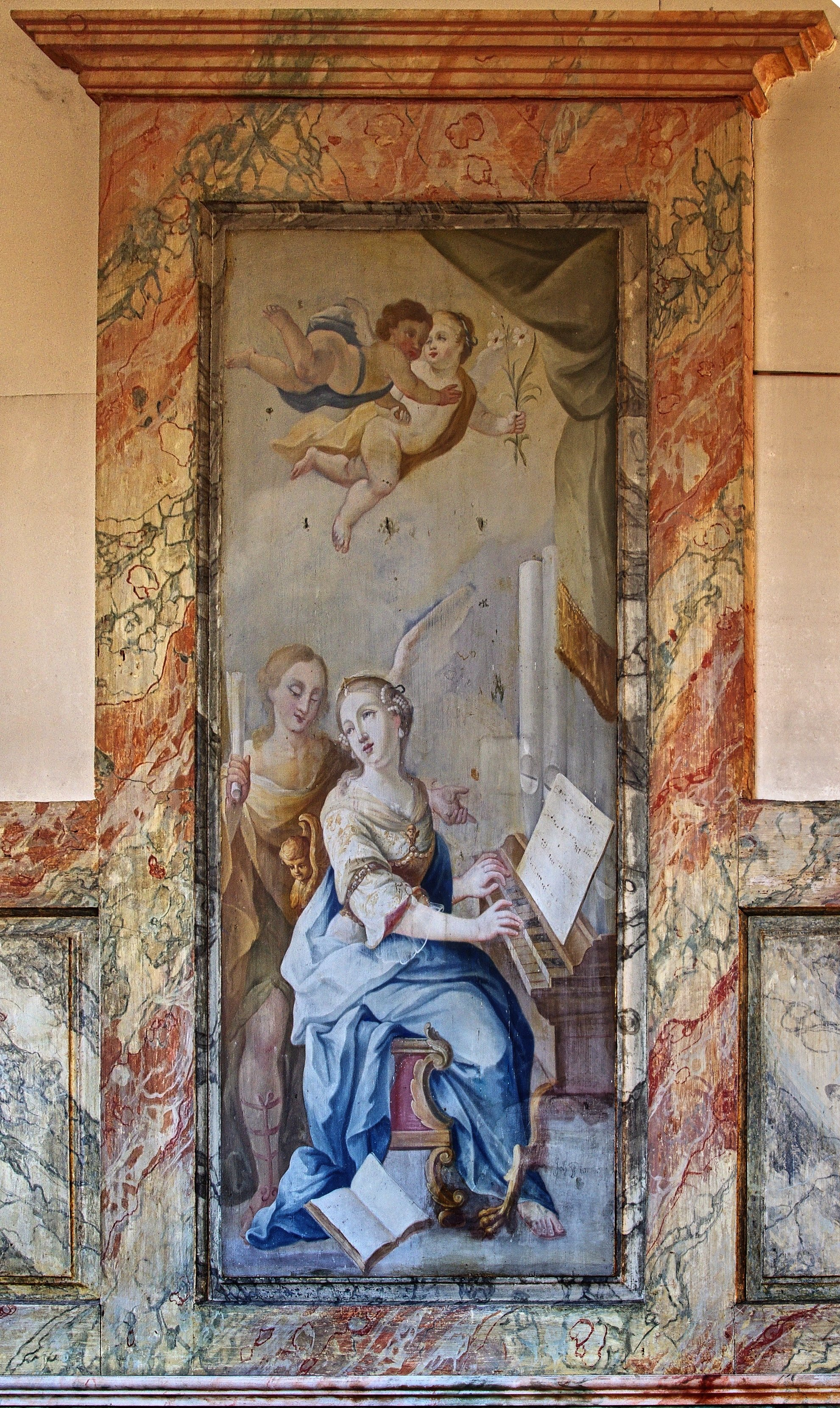
Cäcilia an der Orgel

An der Südwand des Kirchenschiffs steht auf sechskantiger Säule mit Maßwerkverzierung und sechseckiger Basis eine fast lebensgroße Sandsteinfigur der Katharina von Alexandrien. Sie ist in ein langes, in Röhrenfalten herabfallendes Untergewand und einen vor der Brust mit einer Fibel zusammengehaltenen Mantel gekleidet. In der rechten Hand trägt sie eine Palme, in der linken Hand ein Rad, auf dem Haar eine Blattkrone. Sie ist eng verwandt mit der Katharina des Freiburger Münsterturms und der Madonna von St. Ulrich im Schwarzwald, „edle Gotik“, und wurde vielleicht um 1300 von der Freiburger Münsterbauhütte für das Kloster St. Katharina (von Alexandrien) geschaffen.
An der Südwand des Chors berichten zwei aus dem 1. Drittel des 17. Jahrhunderts stammende, oben halbrund geschlossene Gemälde aus St. Agnes von der Geschichte dieses Klosters. Eines zeigt eine Altarweihe, das andere den Eintritt der Gründerin Bertha in den Dominikanerorden. Ein vor einem Altar stehender Bischof legt Bertha seine Hände auf. Auf der mittleren von drei weißlichen Schrifttafeln am unteren Rand steht „1264 Müetter Berchta emfacht den Prediger orden“.
Zum Kirchenschatz gehört eine 1760 in Augsburg gefertigte Strahlenmonstranz aus vergoldetem Silber mit Glas- und Halbedelsteinen, reich geschmückt mit Blättern, Trauben und Ähren. Links vom Hostienfenster Dominikus mit dem Hund und der brennenden Fackel, rechts Katharina von Siena.
Die Kanzel stammt aus dem Jahr 1700, die „lebendigen, allerdings nicht besonders qualitätsvollen“ Figuren sind dreißig Jahre jünger: die vier Evangelisten und ein Christus als Erlöser mit der Weltkugel in der Hand am Korb, Christus als Guter Hirte auf dem Schalldeckel.
An zahlreichen weiteren Werken lässt sich die Vergangenheit der Kirche ablesen. Insgesamt ist ihre Ausstattung seit der Klosteraufhebung gut erhalten. Ins Augustinermuseum gelangt ist zum Beispiel bereits 1880 ein Flügelretabel von etwa 1450, der im Bethaus östlich des Chors stand, und nach 1970 eine dem Hans Wydyz zugeschriebene Mondsichelmadonna mit Christkind, die auf dem linken Seitenaltar stand.

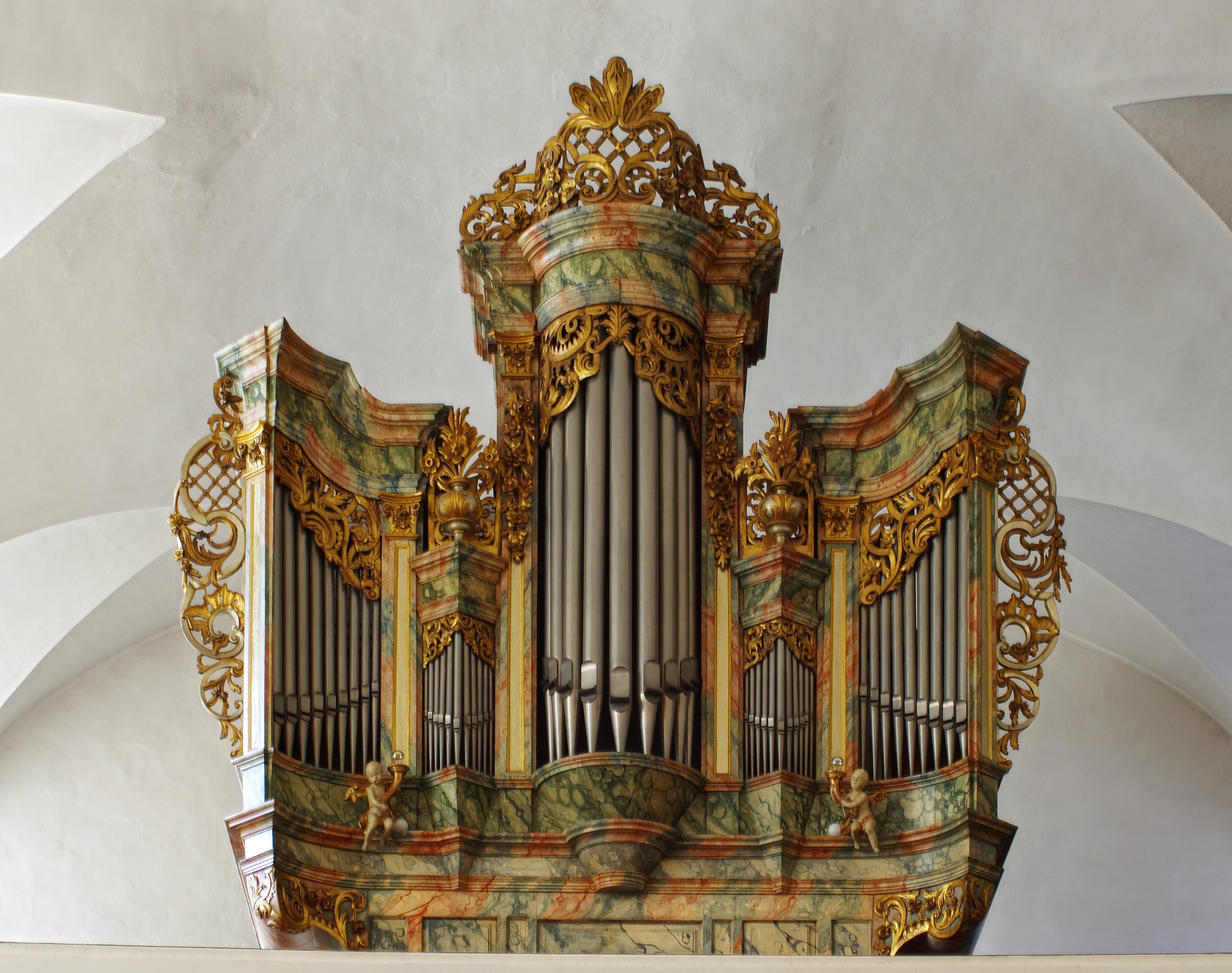
Orgel der Adelhauserkirche im historischen Prospekt

### Orgel
Die reiche Dekoration des Prospekts der nach der 1744er Zerstörung von Johann Georg Fischer erneuerten Orgel schuf vermutlich der Freiburger Bildhauer Franz Xaver Anton Hauser (1712–1772). Auf die Rückseite, nur von den Nonnen zu sehen, malte der Freiburger Maler Johann Pfunner (1716–1788) im Auftrag der Priorin Maria Caecilia Tschortschin eine auf der Orgel musizierende heilige Cäcilia. 1930 wurde in den barocken Prospekt eine Orgel von M. Welte & Söhne mit 16 Registern auf zwei Manualen und Pedal eingebaut. Im Winter 2016/2017 ließ die Adelhausenstiftung die Orgel für 95.000 Euro durch die Orgelwerkstatt Waldkircher Orgelbau Jäger & Brommer restaurieren. Im Mai 2017 wurde sie erneut geweiht und in einem ersten Konzert wieder in Betrieb genommen.

## Würdigung

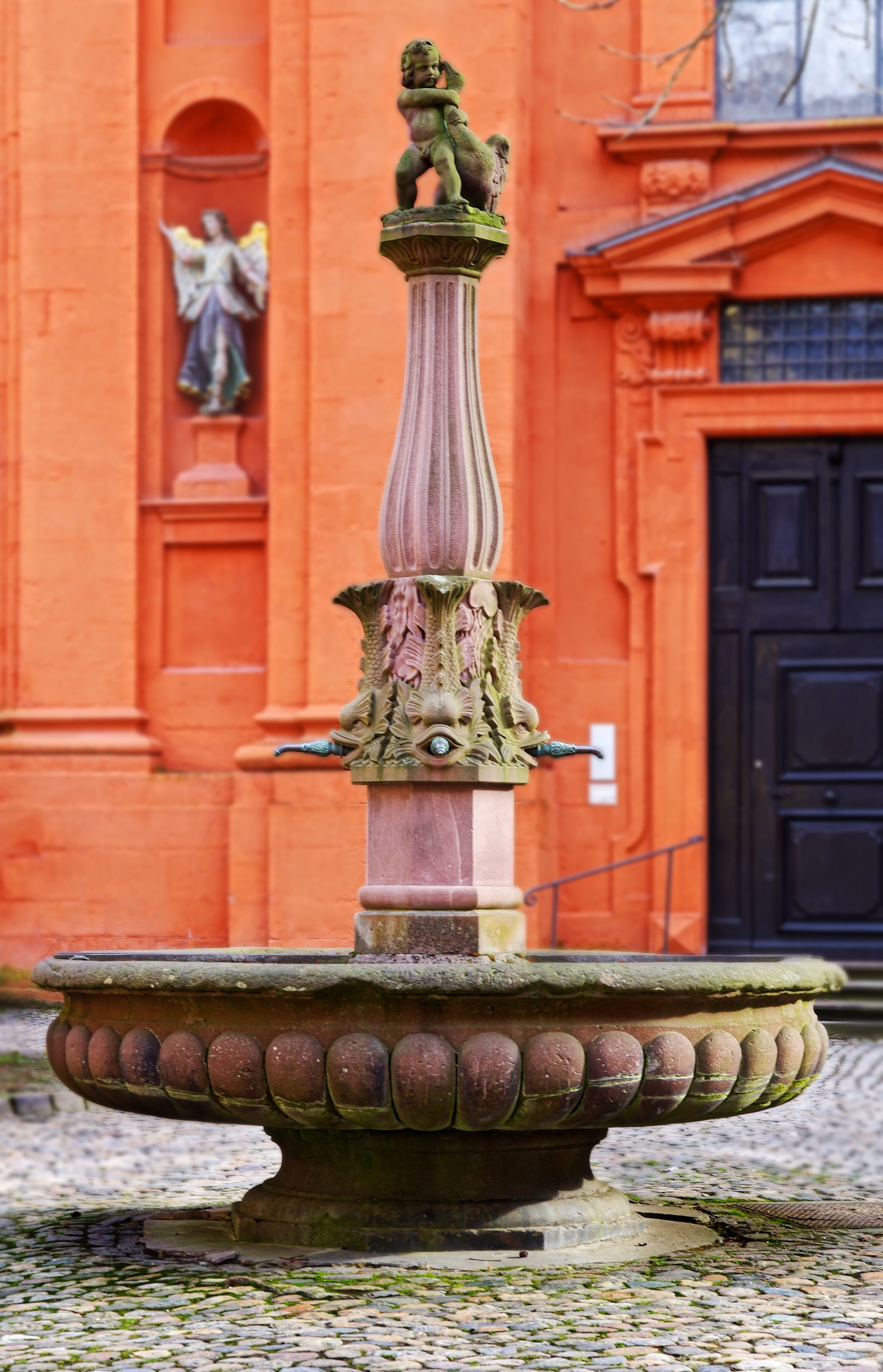
Der Gänsemännle-Brunnen

Die Adelhauser Kirche ist neben St. Ursula die einzige vor 1800 erbaute Freiburger Klosterkirche, die den Zweiten Weltkrieg ohne nennenswerten Schaden überstanden hat und heute im Wesentlichen ihr ursprüngliches Bild zeigt. Eine Besonderheit ist die reiche Dokumentation der Geschichte durch vielfache Bilder des Ordensgründers, der Verkündigung an Maria und der Namenspatroninnen. So ist die Kirche „Schatzkammer der Barockzeit und historische Stätte von besonderem Rang“.

## Kirchplatz
Auf dem Adelhauser Kirchplatz wachsen heute (2011) vier Rosskastanien und steht der Gänsemännle-Brunnen, Kopie eines Brunnens, den Joseph von Kopf um 1850 in der Werkstatt von Alois Knittel für den Freiburger Kartoffelmarkt schuf. Die Delphine am Brunnenstock wurden vermutlich von Julius Seitz geschaffen, nachdem dieser 1909 vom Hochbauamt beauftragt worden war, den Brunnen zu versetzen. Das Gänsemännle, dessen Original sich seit den 1920er-Jahren im Augustinermuseum befindet, war nach dem Vorbild des Ganswürgers von Boethos von Kalchedon geschaffen worden.
Es ist „seit der Verbannung der Autos ein heimeliger, stiller Platz“, von Freiburgern bei Befragungen nicht selten als ihr liebster bezeichnet.